# Соль мажор
Соль мажо́р (нем. G-dur, англ. G major) — мажорная тональность с тоникой ноты соль. Имеет один диез при ключе — фа-диез.

## Некоторые произведения в этой тональности
- Маленькая ночная серенада — Вольфганг Амадей Моцарт;
- Концерт для фортепиано с оркестром № 4 — Людвиг ван Бетховен;
- Большая соната для фортепиано соч. 37a — Пётр Ильич Чайковский;
- Симфония № 3, Симфония № 8 и Симфония № 100 — Йозеф Гайдн;
- Струнный квартет № 6 — Дмитрий Дмитриевич Шостакович;
- Симфония № 4 — Густав Малер;
- Ramage — Ya Lil (Al Anisa Farah).